# Condado de Daggett
El condado de Daggett (en inglés: Daggett County), fundado en 1852, es uno de 29 condados del estado estadounidense de Utah. En el año 2000, el condado tenía una población de 921 habitantes y una densidad poblacional de 1 persona por km². La sede del condado es Manila.

## Geografía
Según la Oficina del Censo, el condado tiene un área total de 1873 km² (723,2 mi²), de la cual 1809 km² (698,5 mi²) es tierra y 64 km² (24,7 mi²) (3.42%) es agua.

### Condados adyacentes
- Condado de Summit (oeste)
- Condado de Duchesne (suroeste)
- Condado de Uintah (sur)
- Condado de Moffat (Colorado) (este)
- Condado de Sweetwater (Wyoming) (norte)

## Demografía
Según el censo de 2000, había 921 personas, 340 hogares y 240 familias residiendo en la localidad. La densidad de población era de 1 hab./km². Había 1,084 viviendas con una densidad media de 1 viviendas/km². El 94.57% de los habitantes eran blancos, el 0.65% afroamericanos, el 0.76% amerindios, el 0.11% asiáticos, el 0.00% isleños del Pacífico, el 2.39% de otras razas y el 1.52% pertenecía a dos o más razas. El 5.10% de la población eran hispanos o latinos de cualquier raza.
Los ingresos medios por hogar en la localidad eran de $30,833, y los ingresos medios por familia eran $41,484. Los hombres tenían unos ingresos medios de $35,938 frente a los $21,583 para las mujeres. La renta per cápita para el condado era de $15,511. Alrededor del 4.40% de la población y el 5.50% de las familias estaban por debajo del umbral de pobreza. El 5.60% de los menores de 18 años y el 1.60% de los habitantes de 65 años o más vivían por debajo del umbral de pobreza nacional.

## Localidades
- Manila
- Dutch John - (no incorporado)
- Linwood (inundado por la Reserva Flaming Gorge)